# The Flow Building
The Flow Building (dříve označována jako Květinový dům) je polyfunkční budova na západním rohu Václavského náměstí a Opletalovy ulice Praze.

## Popis
V tomto devítipatrovém proskleném domu na adrese Václavské náměstí čp. 2132 je 15 000 metrů čtverečních kancelářských a 6 000 m² maloobchodních prostorů. Pod budovou se nachází 129 parkovacích míst včetně 50 míst pro nabíjení elektromobilů.
Budova má mít certifikát udržitelnosti BREEAM. Za architektonickým návrhem stojí architektonický ateliér Chapman Taylor. Název se odvíjí od anglického slova flow, které znamená „tok" a dle developera má zachytit v budově ducha pohybu města. Projekt stál přibližně 1,2 miliardy korun.

## Historie

### Předchozí budovy

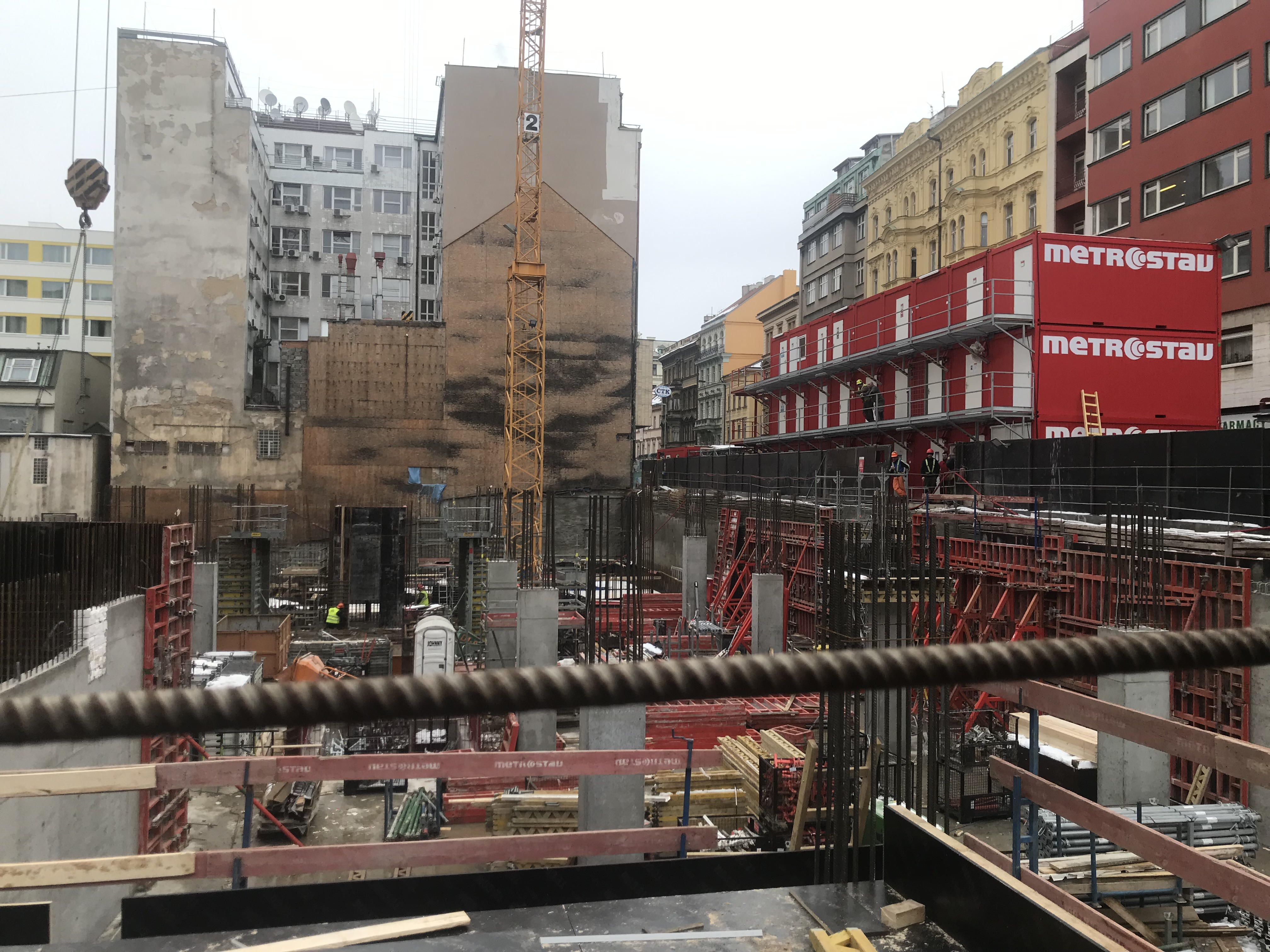
Květinový dům ve výstavbě v únoru 2019

Budově The Flow Building předcházel Dům U Turků z roku 1880, zbouraný v roce 2017. Demolici tohoto domu předcházela kontroverze, proti ní vystupovalo několik občanských sdružení, někteří odborníci a protichůdná rozhodnutí úředníků. Novostavba zaplnila dále místo po objektu někdejší Pražské akciové tiskárny, který byl od roku 1989 opuštěný. V roce 2008 ho tehdejší majitel mimo přední fasády a torza zboural, teprve pak požádal o sejmutí památkové ochrany. Tomu Ministerstvo kultury vyhovělo. K úplnému zbourání došlo v roce 2013.
Pozemky, na kterých dům stojí, od roku 1994 vlastní soukromá firma a investor celého projektu jménem Flow East.

### Výstavba
Výstavba začala v roce 2018 a ke kolaudaci došlo v červenci 2020. Nejdříve byly obsazeny kanceláře, dolní maloobchodní prostory budou obsazeny až na podzim roku 2020.
V březnu 2019 bylo oznámeno, že Cushman & Wakefield v tomto domě pronajal maloobchodní prostory pro první pobočku řetězce s levným oblečením Primark v Česku.

## Kritika
Do příprav výstavby zasahovala občanská sdružení, někteří odborníci i protichůdná rozhodnutí úředníků. Zásadní bylo odmítnutí ministerstva kultury prohlásit Dům U Turků, který původně stál na místě nového domu za kulturní památku. Proti demolici se stavila například Uměleckohistorická společnost. Podle kritiků úřad tak rozhodl zejména z obavy z arbitráže kvůli zmařené investici.